# Bruno Kernen (ur. 1972)
Bruno Kernen (ur. 1 lipca 1972 w Thun) – szwajcarski narciarz alpejski, brązowy medalista olimpijski, czterokrotny medalista mistrzostw świata seniorów i dwukrotny medalista mistrzostw świata juniorów.

## Kariera
Po raz pierwszy na arenie międzynarodowej Bruno Kernen pojawił się w 1990 roku, podczas mistrzostw świata juniorów w Zinal. Zajął tam między innymi jedenaste miejsce w supergigancie i dwunaste w biegu zjazdowym. Na rozgrywanych rok później mistrzostwach świata juniorów w Geilo wywalczył złoty medal w kombinacji alpejskiej, a w supergigancie był trzeci.
W zawodach Pucharu Świata zadebiutował 26 stycznia 1992 roku w Wengen, zajmując piętnaste miejsce w kombinacji. Tym samym już w swoim debiucie zdobył pierwsze pucharowe punkty. Pierwsze pucharowe podium wywalczył blisko cztery lata później, 14 stycznia 1996 roku w Kitzbühel, kiedy w tej samej konkurencji był trzeci. W kolejnych sezonach jeszcze sześć razy stawał na podium, w tym odnosząc trzy zwycięstwa: 19 i 20 stycznia 1996 roku w Veysonnaz oraz 18 stycznia 2003 roku w Wengen był najlepszy w zjeździe. Ponadto był także trzeci w kombinacji 12 stycznia 1997 roku w Chamonix, drugi w tej konkurencji 18 stycznia 1998 roku w Veysonnaz oraz trzeci w zjeździe 17 stycznia 2003 roku w Wengen. Najlepsze wyniki osiągnął w sezonie 2002/2003, który ukończył na dwunastej pozycji w klasyfikacji generalnej, czwartej w klasyfikacji zjazdu i piątej w klasyfikacji kombinacji. Dwunasty był także w sezonie 1995/1996, jednak w klasyfikacji zjazdu był piąty, a w klasyfikacji kombinacji zajął siódme miejsce. Kernen był też między innymi czwarty w klasyfikacji kombinacji w sezonie 1997/1998.
Mistrzostwa świata w Morioce w 1993 roku były jego pierwszą dużą imprezą wśród seniorów. Szwajcar zajął tam szesnaste miejsce w zjeździe, a rywalizacji w kombinacji nie ukończył. Nie znalazł się w reprezentacji kraju na igrzyska olimpijskie w Lillehammer w 1994 roku, wystąpił za to na rozgrywanych dwa lata później mistrzostwach świata w Sierra Nevada, zajmując siedemnaste miejsce w zjeździe i supergigancie. Pierwszy medal zdobył podczas mistrzostw świata w Sestriere w 1997 roku, gdzie zajął drugie miejsce w kombinacji. W zawodach tych rozdzielił na podium Norwega Kjetila André Aamodta i Austriaka Mario Reitera. Na tych samych mistrzostwach Szwajcar okazał się najlepszy w zjeździe, wyprzedzając kolejnego reprezentanta Norwegii, Lasse Kjusa o 0,07 sekundy. W 1998 roku wystartował na igrzyskach olimpijskich w Nagano, gdzie jego najlepszym wynikiem było jedenaste miejsce w supergigancie. Bez medalu wrócił także z mistrzostw świata w Vail w 1999 roku, rozgrywanych dwa lata później mistrzostw świata w St. Anton oraz igrzysk olimpijskich w Salt Lake City w 2002 roku. Kolejne trofeum zdobył na mistrzostwach świata w Sankt Moritz w 2003 roku, gdzie w biegu zjazdowym był trzeci za Michaelem Walchhoferem z Austrii i Kjetilem André Aamodtem. Podczas mistrzostw świata w Bormio w 2005 roku jego najlepszym wynikiem było piąte miejsce w zjeździe. W tej samej konkurencji zdobył jednak brązowy medal na rozgrywanych rok później igrzyskach w Turynie, gdzie lepsi byli tylko Francuz Antoine Dénériaz oraz Michael Walchhofer. Brał też udział w mistrzostwach świata w Åre w 2007 roku, gdzie był trzeci w supergigancie. Tym razem wyprzedzili go jedynie Włoch Patrick Staudacher oraz Austriak Fritz Strobl.
W 2007 roku Kernen zakończył karierę.
Jego kuzyn, również Bruno Kernen, także uprawiał narciarstwo alpejskie.

## Osiągnięcia

### Igrzyska olimpijskie
| Miejsce | Dzień     | Rok  | Miejscowość    | Konkurencja | Czas biegu | Strata | Zwycięzca           |
| ------- | --------- | ---- | -------------- | ----------- | ---------- | ------ | ------------------- |
| DNF     | 12 lutego | 1998 | Nagano         | Kombinacja  | 3:08,06    | –      | Mario Reiter        |
| DNF     | 13 lutego | 1998 | Nagano         | Zjazd       | 1:50,11    | –      | Jean-Luc Crétier    |
| 11.     | 16 lutego | 1998 | Nagano         | Supergigant | 1:34,82    | +1,55  | Hermann Maier       |
| DNF     | 13 lutego | 2002 | Salt Lake City | Kombinacja  | 3:17,56    | –      | Kjetil André Aamodt |
| 3.      | 12 lutego | 2006 | Turyn          | Zjazd       | 1:48,80    | +1,02  | Antoine Dénériaz    |
| 18.     | 18 lutego | 2006 | Turyn          | Supergigant | 1:30,65    | +1,30  | Kjetil André Aamodt |

### Mistrzostwa świata
| Miejsce | Dzień       | Rok  | Miejscowość          | Konkurencja | Czas biegu | Strata | Zwycięzca                |
| ------- | ----------- | ---- | -------------------- | ----------- | ---------- | ------ | ------------------------ |
| DNF     | 8 lutego    | 1993 | Morioka              | Kombinacja  | 34,22 pkt  | -      | Lasse Kjus               |
| 16.     | 11 lutego   | 1993 | Morioka              | Zjazd       | 1:32,06    | +1,85  | Urs Lehmann              |
| 17.     | 13 lutego   | 1996 | Sierra Nevada        | Supergigant | 1:21,80    | +1,32  | Atle Skårdal             |
| 17.     | 17 lutego   | 1996 | Sierra Nevada        | Zjazd       | 2:00,17    | +2,13  | Patrick Ortlieb          |
| DNF     | 19 lutego   | 1996 | Sierra Nevada        | Kombinacja  | 3:31,95    | -      | Marc Girardelli          |
| 14.     | 3 lutego    | 1997 | Sestriere            | Supergigant | 1:29,68    | +1,27  | Atle Skårdal             |
| 2.      | 6 lutego    | 1997 | Sestriere            | Kombinacja  | 3:10,40    | +0,28  | Kjetil André Aamodt      |
| 1.      | 8 lutego    | 1997 | Sestriere            | Zjazd       | 1:51,11    | –      | –                        |
| DNF2    | 15 lutego   | 1997 | Sestriere            | Slalom      | 1:51,70    | –      | Tom Stiansen             |
| 17.     | 2 lutego    | 1999 | Vail                 | Supergigant | 1:14,53    | +1,71  | Hermann Maier Lasse Kjus |
| 7.      | 6 lutego    | 1999 | Vail                 | Zjazd       | 1:40,60    | +1,38  | Hermann Maier            |
| 5.      | 9 lutego    | 1999 | Vail                 | Kombinacja  | 2:43,09    | +1,83  | Kjetil André Aamodt      |
| DNF     | 5 lutego    | 2001 | St. Anton am Arlberg | Kombinacja  | 2:58,25    | –      | Kjetil André Aamodt      |
| 13.     | 7 lutego    | 2001 | St. Anton am Arlberg | Zjazd       | 1:38,74    | +2,28  | Hannes Trinkl            |
| 8.      | 2 lutego    | 2003 | Sankt Moritz         | Supergigant | 1:38,80    | +1,16  | Stephan Eberharter       |
| 14.     | 6 lutego    | 2003 | Sankt Moritz         | Kombinacja  | 3:18,41    | +4,27  | Bode Miller              |
| 3.      | 8 lutego    | 2003 | Sankt Moritz         | Zjazd       | 1:43,54    | +0,97  | Michael Walchhofer       |
| 15.     | 29 stycznia | 2005 | Bormio               | Supergigant | 1:27,55    | +2,05  | Bode Miller              |
| 5.      | 5 lutego    | 2005 | Bormio               | Zjazd       | 1:56,22    | +1,03  | Bode Miller              |
| 10.     | 9 lutego    | 2005 | Bormio               | Gigant      | 2:50,41    | +2,59  | Hermann Maier            |
| 3.      | 6 lutego    | 2007 | Åre                  | Supergigant | 1:14,30    | +0,62  | Patrick Staudacher       |
| 12.     | 11 lutego   | 2007 | Åre                  | Zjazd       | 1:44,68    | +1,76  | Aksel Lund Svindal       |

### Mistrzostwa świata juniorów
| Miejsce | Dzień       | Rok  | Miejscowość | Konkurencja | Czas biegu | Strata | Zwycięzca           |
| ------- | ----------- | ---- | ----------- | ----------- | ---------- | ------ | ------------------- |
| 12.     | 21 marca    | 1990 | Zinal       | Zjazd       | 1:19,42    | +2,25  | Kjetil André Aamodt |
| 11.     | 22 marca    | 1990 | Zinal       | Supergigant | 1:24,30    | +2,37  | Kjetil André Aamodt |
| 18.     | 24 marca    | 1990 | Zinal       | Gigant      | 2:20,38    | +4,70  | Lasse Kjus          |
| 3.      | 8 kwietnia  | 1991 | Geilo       | Supergigant | 1:27,16    | +0,87  | Jure Košir          |
| 6.      | 11 kwietnia | 1991 | Geilo       | Zjazd       | 1:05,48    | +0,66  | Ivan Bormolini      |
| 9.      | 12 kwietnia | 1991 | Geilo       | Gigant      | 2:04,64    | +0,60  | Massimo Zucchelli   |
| 11.     | 14 kwietnia | 1991 | Geilo       | Slalom      | 1:33,29    | +1,40  | Casey Puckett       |
| 1.      | 14 kwietnia | 1991 | Geilo       | Kombinacja  | ?          | –      | –                   |

### Puchar Świata

#### Miejsca w klasyfikacji generalnej
- sezon 1991/1992: 119.
- sezon 1992/1993: 34.
- sezon 1994/1995: 72.
- sezon 1995/1996: 12.
- sezon 1996/1997: 20.
- sezon 1997/1998: 24.
- sezon 1998/1999: 33.
- sezon 1999/2000: 29.
- sezon 2000/2001: 37.
- sezon 2001/2002: 35.
- sezon 2002/2003: 12.
- sezon 2003/2004: 18.
- sezon 2004/2005: 22.
- sezon 2005/2006: 19.
- sezon 2006/2007: 31.

#### Zwycięstwa w zawodach
1. Veysonnaz – 19 stycznia 1996 (zjazd)
2. Veysonnaz – 20 stycznia 1996 (zjazd)
3. Wengen – 18 stycznia 2003 (zjazd)

#### Pozostałe miejsca na podium
1. Kitzbühel – 14 stycznia 1996 (kombinacja) – 3. miejsce
2. Chamonix – 12 stycznia 1997 (kombinacja) – 3. miejsce
3. Veysonnaz – 18 stycznia 1998 (kombinacja) – 2. miejsce
4. Wengen – 17 stycznia 2003 (zjazd) – 3. miejsce